# Tiro esportivo nos Jogos Pan-Americanos
O Tiro esportivo nos Jogos Pan-Americanos foi introduzido em 1951, em Buenos Aires.

## Ligações Externas
- Sports123